# Medinilla warica
Medinilla warica är en tvåhjärtbladig växtart som beskrevs av Rudolf Mansfeld. Medinilla warica ingår i släktet Medinilla och familjen Melastomataceae. Inga underarter finns listade i Catalogue of Life.